# 魚雷艇109
『魚雷艇109』（ぎょらいてい109、原題: PT 109）は、1963年に公開されたアメリカ合衆国の戦争映画。 第二次世界大戦の太平洋戦域で哨戒魚雷艇PT-109を指揮するアメリカ海軍でのジョン・F・ケネディを描いた映画。
登場する現職のアメリカ合衆国大統領が、在任中に公開された最初の商業映画であった（ただしフランクリン・ルーズベルトは政権時代に『ヤンキー・ドゥードゥル・ダンディ』などで端役で登場することはあった）。ケネディがテキサス州ダラスで暗殺される5ヵ月前の1963年6月19日に国内で公開された。

## キャスト
| 役名                                                          | 俳優                     | 日本語吹替   | 日本語吹替   |
| 役名                                                          | 俳優                     | NETテレビ版1 | NETテレビ版2 |
| ------------------------------------------------------------- | ------------------------ | ------------ | ------------ |
| ジョン・F・ケネディ中尉 （PTボート109艦長）                   | クリフ・ロバートソン     | 田口計       | 広川太一郎   |
| C・R・リッチー司令官 （ツラギ海軍基地ベースボート責任者）     | ジェームズ・グレゴリー   |              |              |
| レナード・J・トム少尉 （PTボート109のEx-O）                   | タイ・ハーディン         | 羽佐間道夫   |              |
| ジョージ・"バーニー"・ロス少尉                                | ロバート・カルプ         |              |              |
| アルビン・クラスター中尉 （第二魚雷艇隊司令官）               | グラント・ウィリアムズ   | 中田浩二     |              |
| レジナルド・エヴァンス中尉 （オーストラリア海軍志願兵予備隊） | マイケル・ペイト         |              |              |
| ヨーマン・ロジャース                                          | ルー・ガロ               |              |              |
| ジョン・マグワイア 二等通信兵                                 | ジョン・ウォード         |              |              |
| エドガー・E・マウアー 一等海軍兵                              | ビフ・エリオット         |              |              |
| レイモンド・アルバート 二等海軍兵                             | デヴィッド・ウォーフ     |              |              |
| アンドリュー・カークゼイ 二等魚雷兵                           | サミー・リース           |              |              |
| チャールズ・"バッキー"・ハリス 二等砲兵                       | ロバート・ブレイク       |              |              |
| モーリス・コワル 三等砲兵                                     | バズ・マーティン         |              |              |
| エドマンド・ドレウィッチ 二等機関工兵                         | ノーマン・フェル         |              |              |
| レオン・ドローディ 二等機関工兵                               | クライド・ハウディ       |              |              |
| ハロルド・マーニー 二等機関工兵                               | ジョセフ・ギャリソン     |              |              |
| ベンジャミン・ケヴ                                            | エロール・ジョン         |              |              |
| レイモンド・スターキー                                        | サム・ギルマン           |              |              |
| ジェラード・ツィンサー                                        | ウィリアム・ダグラス     |              |              |
| パット・マクマホン                                            | ジェームズ・マッカリオン |              |              |
| ウィリアム・ジョンソン                                        | グレン・サイプス         |              |              |
| リーベノウ中尉                                                | ディーン・スミス         |              |              |
| 日本海軍駆逐艦 操舵手                                         | ジョージ・タケイ         |              |              |
| ナレーター                                                    | アンドリュー・ダガン     |              |              |

- NETテレビ版1：初回放送1969年11月23日『日曜洋画劇場』
- NETテレビ版2：初回放送1976年8月28日『土曜映画劇場』